# Festival Pointe-Noire en Scène
Le Festival Pointe-Noire en Scène, est un festival international de musiques métisses et des arts, qui se déroulent à Pointe-Noire, en république du Congo chaque année depuis 2015.

## Histoire
Fondé en 2015, le festival a été créé par l'entreprise culturelle Debayonne world,,.
Du 14 au 17 juin 2018, le Festival  accueille  des artistes internationals tels que avec Fredy Massamba, Grodash, Evend voice, Mixton et Lionel Kombo Debayonne.

## Programmation
En 2024, le festival a été représenté par une variété de genres musicaux et de disciplines artistiques, tels que Fior 2 Bior, Rondzeng, Geneviève Matibey, Cédric Océan, Stéphane Akam, le groupe Safary, Fifamè, Trésor B, Spirita Nanda, Mr Ice et bien d’autres,.